# Eclissi solare del 13 luglio 2037
L'eclissi solare del 13 luglio 2037 è un evento astronomico che avrà luogo il suddetto giorno attorno alle ore 2:40 UTC.